# Two Banks of Four
Two Banks of Four (seit 2008 auch als 2 Banks of 4 geschrieben) ist ein 1998 in London gegründete Nu-Jazz-Bandprojekt um den Sänger und DJ Rob Gallagher und den Produzenten Dilip Harris.

## Bandgeschichte
Die Ursprünge der Band liegen in der 1988 gegründeten Acid-Jazz-Band Galliano. Als sich nach vier Studioalben sowie einem Remix- und einem Live-Album Galliano Ende der 90er mit dem Nachlassen der Popularität von Acid Jazz auflöste, widmeten sich Gallagher und Harris zuerst anderen Projekten, um dann im Jahr 1998 das Nu-Jazz-Projekt „Two Banks of Four“ zu gründen. An der jüngsten Produktion Junkyard Gods beteiligt ist die Sängerin Valerie Étienne, die bereits bei Galliano und Jamiroquai aktiv war. Weiterhin an den Produktionen beteiligt sind Ski Oakenful und die Sänger Paul Fredricks und Bembe Segue.
Two Banks of Four experimentieren mit verschiedenen Formen des Jazz (modaler Jazz) und Electronica. Sie haben bisher vier Alben veröffentlicht; das Album von 2008 erscheint in Europa beim Label Sonar Kollektiv.

## Diskografie
Alben
- City Watching (2000)
- City Watching Remixed (2001)
- Three Street World (2004)
- Junkyard Gods (2008)